# Agusta A.109
Agusta AW109 Hirundo (ласточка) / AW109 Power / Grand / Grand New  — семейство лёгких многоцелевых вертолётов, спроектированных итальянской фирмой «Агуста» (AgustaWestland) в конце 1960-х годов. Первые поставки вертолётов начались в 1976 году. За период с 1976 по 2000 год было поставлено 576 вертолётов разных модификаций в различные страны мира. В 1972 году на базе Хирундо началась разработка лёгкого боевого и разведывательного вертолёта Agusta A129 Mangusta.

## История создания

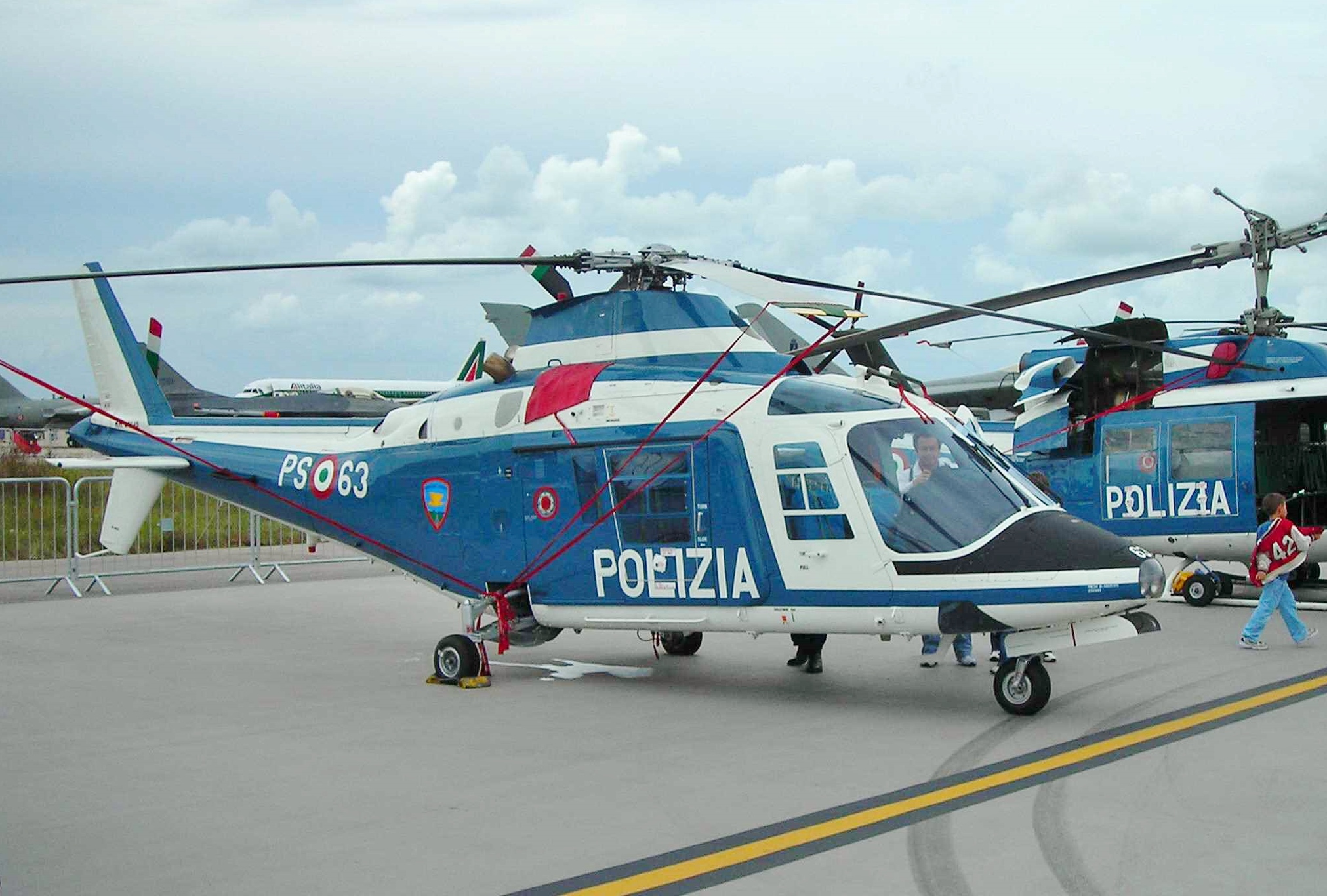
Agusta A109 итальянской полиции

Итальянская фирма «Агуста», производившая по лицензии американские вертолёты Белл 47 и 206 и Сикорский S-61, в конце 1960-х начала разрабатывать свой собственный вертолёт для гражданского и военного применения. Вертолёт А109А был спроектирован с одним турбовальным двигателем Турбомека Астазу XII с мощностью на валу 515 кВт/690 л.с. В 1967 г. он был переделан под два турбовальных двигателя Аллисон 250-С14 с мощностью на валу 276 кВт/370 л.с. каждый. Вертолёт с одним лётчиком должен был перевозить семь пассажиров с багажом с крейсерской скоростью 265 км/ч на расстояние 600 километров. Первый из четырёх прототипов поднялся в воздух 4 августа 1971 года. Затем последовали доработки.

## Модели вертолётов

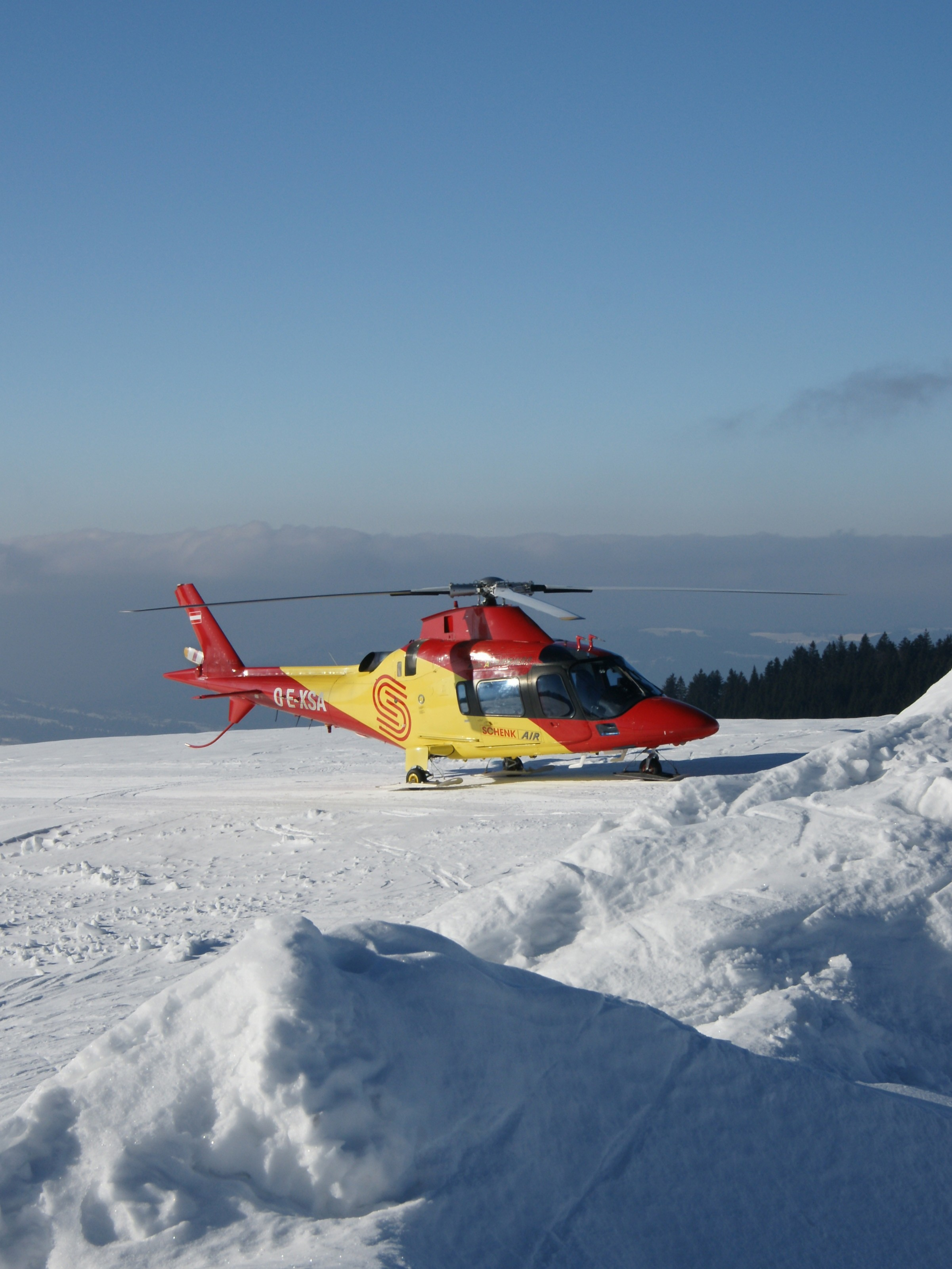
Agusta A109 Power 3

- AW109A — базовая модификация, в июне 1981 года на вертолёте были установлены мировые рекорды скороподъёмности;
- AW109A Mk.2 — развитие вертолёта A109A с большим по размерам фюзеляжем и ГТД Аллисон 250-C20 взлётной мощностью по 335 кВт/380 л.с., поставки начались в 1981 году;
- AW109C и A109CM — усовершенствованные варианты вертолёта с увеличенной взлётной массой до 2700 кг и несущим винтом с лопастями из композиционных материалов;
- AW109EOA — лёгкий разведывательный и боевой вертолёт, может использоваться для наведения и управления, радиоперехвата и радиоэлектронной борьбы, для полицейской службы, а также на флоте в качестве противолодочного вертолёта;
- AW109K — вертолёт с более мощными двигателями Турбомека «Арриэль» 1K1, имеет лучшие высотные характеристики и приспособлен для эксплуатации в условиях жаркого климата, предназначен для военного применения на Ближнем Востоке и в Африке;

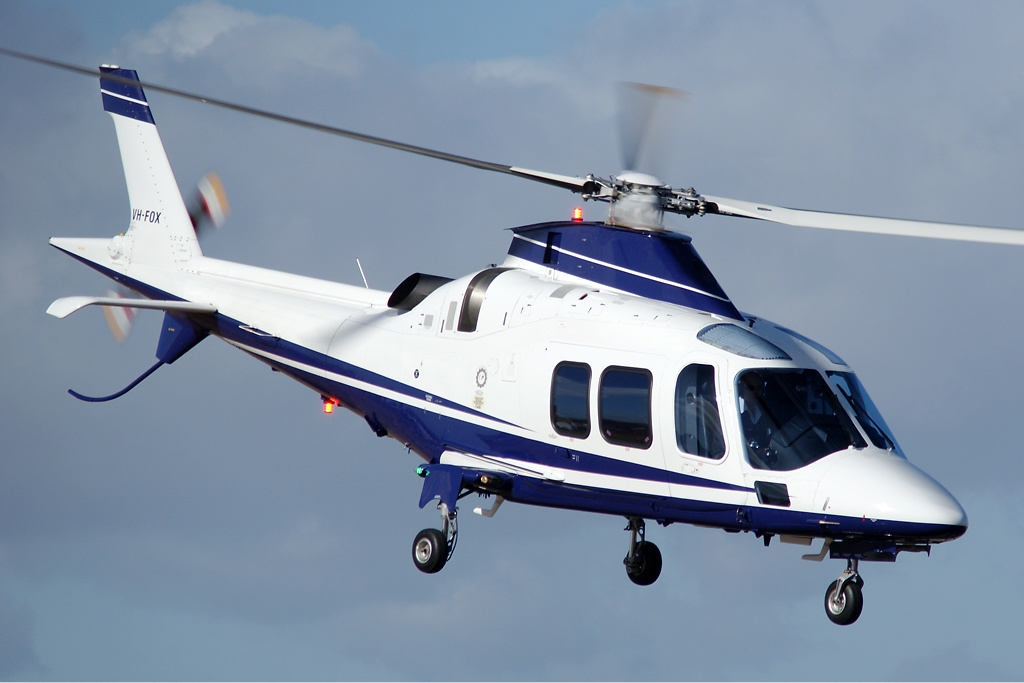
AW109S Grand

- AW109KM — военный вариант вертолёта A109K, может использоваться как противотанковый и разведывательный для управления связи;
- AW109KN — палубный вариант для загоризонтного целеуказания вооружён противокорабельными управляемыми ракетами;
- AW109K2 — поисково-спасательный вариант для полиции Швейцарии, заказавшей 15 вертолётов, снабжён спасательной лебёдкой грузоподъёмностью 200 кг и грузовым крюком, сертифицирован в 1996 году;
- AW109F — развитие A109E со стеклянной кабиной;
- AW109PM — военный вариант A109E с ГТД Пратт-Уитни PW206C, в варианте с вооружением заказан для частей береговой охраны США;
- AW109E (AW109Power) — современная модель. Впервые был представлен на авиакосмической выставке в Париже в 1995 году, снабжён ГТД Пратт-Уитни Канада PW206C, несущий винт имеет титановую втулку с эластомерными подшипниками;
- AW109S — GRAND — новая модификация A109E Power. Взлётная масса 3175 кг;
- CA109 — китайский вариант A.109, собираемый в Цзиндэчжэне на заводе CAIC[1].

Современные модели AW109Power и Grand имеют большой выбор вариантов интерьера и дополнительного оборудования, что делает возможным применение в качестве корпоративного или VIP транспорта, а также для нужд аварийно-спасательной медицинской службы или транспортировки персонала на морские платформы. Оснащены газотурбинными двигателями Pratt & Whitney с системой электронного управления FADEC, имеющими сравнительно низкий расход топлива. Высокий уровень безопасности обеспечивается прочной конструкцией планера — типа кокон в дополнение к удароустойчивой топливной системе и удароустойчивым сидениям для пилотов и пассажиров.
Несущий и хвостовой винты выполнены из композитных материалов, имеют оптимизированные геометрические параметры, что позволяет добиться высокой аэродинамической устойчивости и снизить шумность до уровня более низкого нежели требуют стандарты ICAO.
Затраты на плановый ремонт значительно уменьшены за счёт сокращения количества быстро изнашиваемых деталей и увеличения интервалов между ремонтами.

## Конструкция
Вертолёт одновинтовой схемы с рулевым винтом, двумя ГТД и трёхопорным шасси.

### Фюзеляж
Цельнометаллического типа полумонокок из алюминиевых сплавов и обшивкой с сотовым заполнителем, состоит из четырёх отсеков:
1. Носовой обтекатель с оборудованием
2. Двухместная кабина экипажа
3. Шестиместная пассажирская кабина
4. Хвостовая балка монококовской конструкции

### Силовая установка
Два ГТД установлены сзади редуктора несущего винта, разделены противопожарной перегородкой и закрыты обтекателем с боковыми воздухозаборниками.

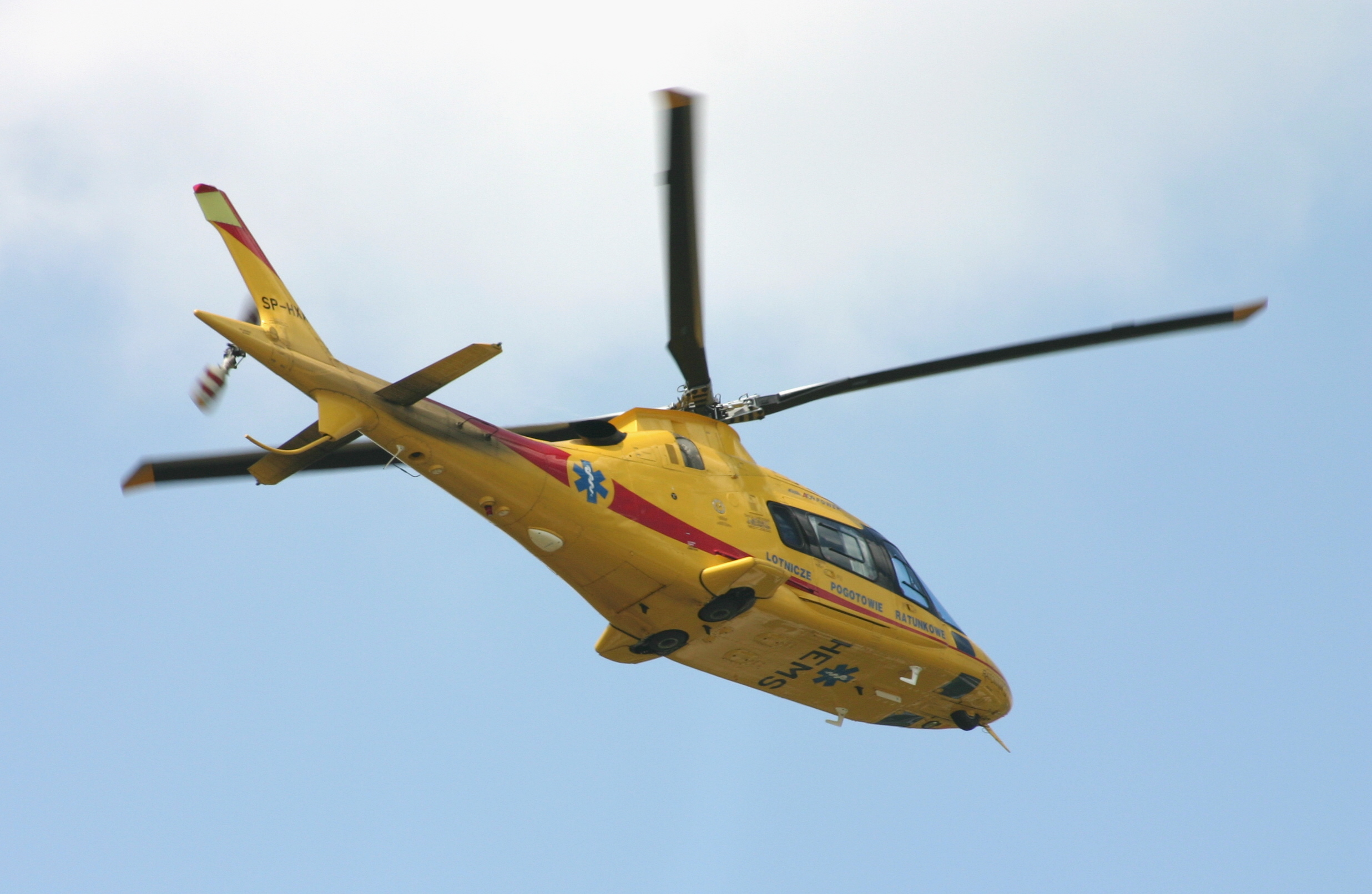
A109 Power польской Lotnicze Pogotowie Ratunkowe

### Шасси
Шасси убирающееся трёхопорное с носовым самоорентирующимся колесом. Главные опоры убираются вверх и внутрь отсека кабины; носовая — вперёд. Главные колёса снабжены гидравлическими тормозами, а носовое имеет запирающий механизм. Колея шасси 2,45 м, база 3,535.

### Рулевой винт
Имеет диаметр 2,03 метра, полужёсткий с горизонтальными шарнирами. Лопасти прямоугольной формы в плане из алюминиевого сплава с сотовым заполнителем.

### Оперение
Оперение состоит из управляемого стабилизатора трапецеевидной формы в плане с размахом 2,88 м и стреловидного киля с подфюзеляжным аэродинамическим гребнем.

### Несущий винт
Четырёхлопастный с шарнирным креплением лопастей, лопасти прямоугольной формы в плане со стреловидной законцовкой.

### Трансмиссия
Трансмиссия рассчитана на передачу мощности 552 кВт/740 л. с..

### Топливная система
Два топливных бака ёмкость 560 литров расположены под полом пассажирской кабины. Возможна установка подвесных баков, а также внутреннего бака ёмкостью 170 литров.

### Система управления
Бустерная дублированная. Две независимые гидравлические системы, приводимые от трансмиссии.

### Электросистема

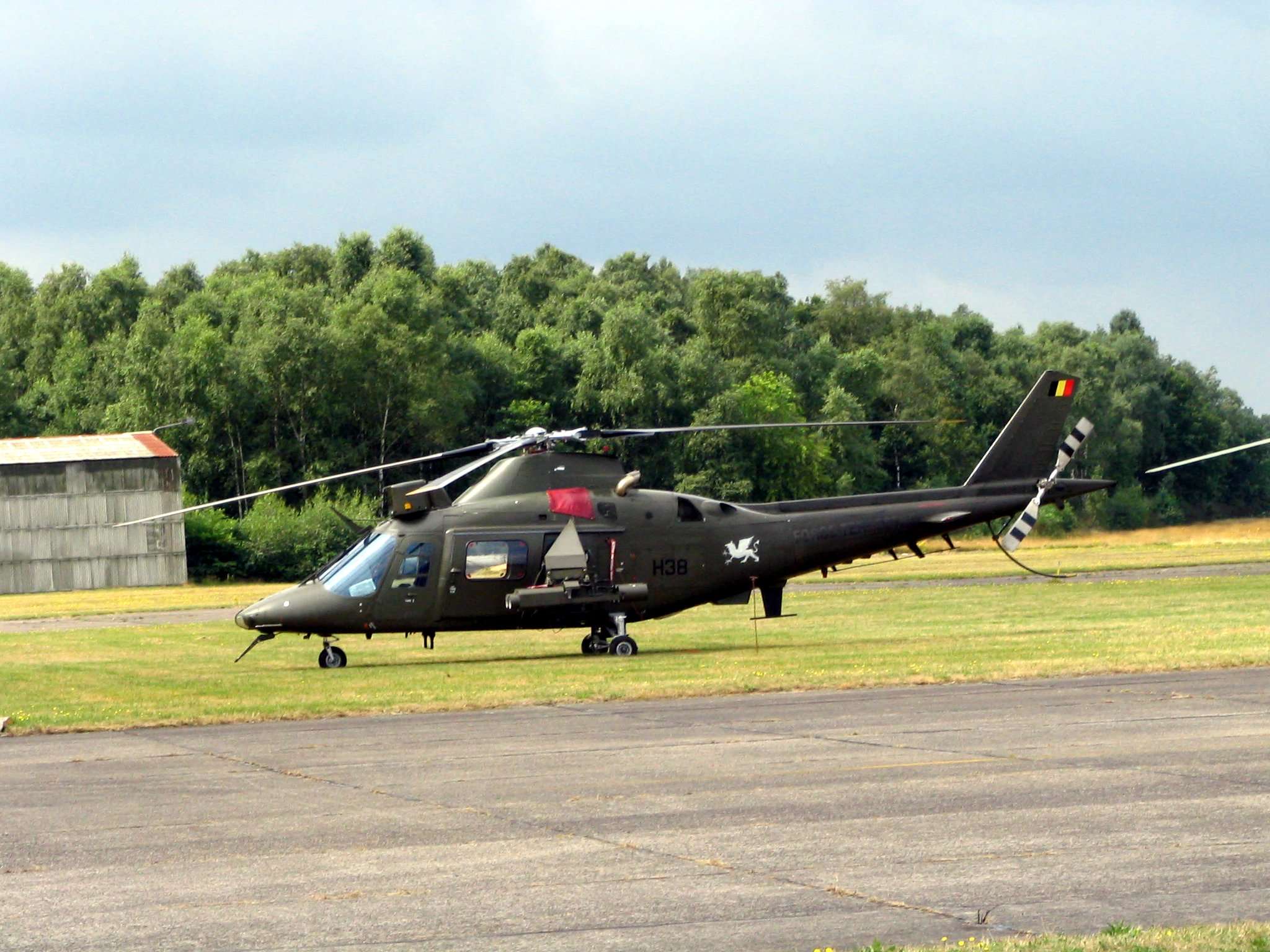
Бельгийский A109BA с противотанковым вооружением

Система цепи постоянного тока напряжением 30 В включает два стартер-генератора (150 А) и никель-кадмиевую аккумуляторную батарею. Навигационное оборудование запитывается переменным током (115 В, 400 Гц) от преобразователя (250ВА).

### Оборудование
Пилотажно-навигационное оборудование стандартное. Возможна установка оборудования для полёта по приборам, КВ-передатчик с АМ, автоматический радиокомпас, радиовысотомер, автопилот и оборудование для второго лётчика.

### Вооружение
Предусматривается установка пулемётов калибром 7,62 мм и 12,7 мм в кабине или на контейнерах, двух пусковых установок НАР калибром 70 мм или 50 мм, четырёх ПТУР «Тоу» или «Хот» возможна установка управляемых ракет «Стингер». В Аргентине на вертолёт устанавливали противотанковые ракеты «Матого».

## Лётно-технические характеристики
Приведены данные для военно-транспортного варианта A.109E.
Источник данных: Jane's 

Технические характеристики
- Экипаж: 1-2 человека
- Пассажировместимость: 6-7 человек
- Длина: 13,04 м
- Длина фюзеляжа: 11,44 м
- Диаметр несущего винта: 11,0 м
- Диаметр рулевого винта: 2,0 м
- Высота: 3,5 м (с хвостовым винтом)
- Площадь, ометаемая несущим винтом: 95,03 м²
- Профиль крыла: NACA 23011
- База шасси: 3,535 м
- Колея шасси: 2,45 м
- Масса пустого: 1570 кг
- Максимальная взлётная масса: 2850 кг
  - с подвеской: 3000 кг
- Масса полезной нагрузки на подвеске: 1000 кг
- Объём топливных баков: 605 л (+265 л в 2 дополнительных баках)
- Силовая установка: 2 × турбовальных Pratt & Whitney Canada PW206C
- Мощность двигателей: 2 × 640 л.с. (2 × 477 кВт (взлётная))Габариты грузовой кабины
- Ширина: 1,61 м
- Полезный объём: 5,1 м²

Лётные характеристики
- Максимально допустимая скорость: 311 км/ч
- Крейсерская скорость: 285 км/ч
- Практическая дальность: 964 км (с дополнительными баками)
- Продолжительность полёта: 5 ч 4 мин
- Практический потолок: 5974 м
- Статический потолок:  
  - с использованием эффекта земли: 5060 м
  - без использования эффекта земли: 3597 м
- Скороподъёмность: 9,8 м/с
- Нагрузка на диск: 30,0 кг/м²
- Тяговооружённость: 235,8 Вт/кг

Вооружение
- Стрелково-пушечное:  
  - 1 × 7,62 мм пулемёт
  - 1 × 12,7 мм пулемёт в проеме двери
  - 2 × 7,62 мм или 12,7 мм пулемётов на боковых пилонах с 200—250 патр. каждый
- Точки подвески: 2 боковых пилона с нагрузкой по 300 кг каждый
- Управляемые ракеты: 4-8 × TOW
- Неуправляемые ракеты: 2 блока по 7 или 12 × 70 мм или 81 мм ракет